# Tipula albofascia
Tipula albofascia là một loài ruồi trong họ Ruồi hạc (Tipulidae). Chúng phân bố ở vùng sinh thái Nearctic.